# Злыгостева (Новолялинский район)

Злыгостева — упразднённая в июне 1985 года деревня в Свердловской области, входила в состав Новолялинского района.

## География
Населённый пункт был расположен на берегу реки Ляля в 19 километрах на запад от города Новая Ляля.

## История деревни
Решением облисполкома № 194 от 17 июня 1985 года деревня Злыгостева Савиновского сельсовета была упразднена.